# Phalaenopsis valentinii
Phalaenopsis valentinii är en orkidéart som beskrevs av Heinrich Gustav Reichenbach. Phalaenopsis valentinii ingår i släktet Phalaenopsis och familjen orkidéer. Inga underarter finns listade i Catalogue of Life.